# Сетіф (вілаєт)
Сеті́ф (араб. ولاية سطيف‎‎) — вілаєт Алжиру. Адміністративний центр — м. Сетіф. Площа — 6 504 км². Населення — 1 496 150 осіб (2008).

## Географічне положення
На півночі межує з вілаєтами Беджая та Джиджель, на сході — з вілаєтом Міла, на півдні — з вілаєтом Батна, на заході — з вілаєтами Бордж-Бу-Арреридж та Мсіла.

## Адміністративний поділ
Поділяється на 20 округів та 60 муніципалітетів.
| Алжир | Це незавершена стаття з географії Алжиру. Ви можете допомогти проєкту, виправивши або дописавши її. |